# 阿塞拜疆—俄羅斯關係
阿塞拜疆－俄羅斯關係，是指阿塞拜疆共和國和俄羅斯聯邦之間的關係。 

## 概況

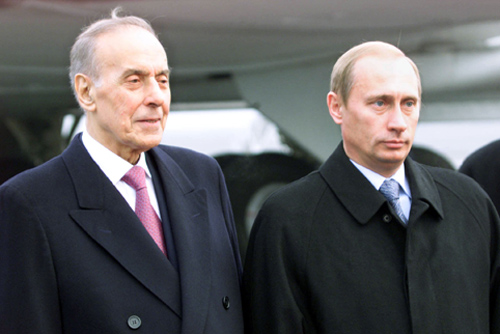
俄羅斯總統普京和阿塞拜疆總統蓋達爾·阿利耶夫，攝於蓋達爾·阿利耶夫國際機場

俄羅斯在巴庫設有大使館，而阿塞拜疆亦在莫斯科和聖彼得堡設使館。阿塞拜疆更宣布將在葉卡捷琳堡開設總領事館；近年居住在俄羅斯的阿塞拜疆人或是居住在阿塞拜疆的俄羅斯人合共有超過五十萬，是阿塞拜疆人口最多的僑民 。
時任俄羅斯總統梅德韋傑夫曾表示，俄羅斯和阿塞拜疆有“最親密的友誼和互信關係”，兩國關係保持友好、密切，但也有很多分歧，比如南奧塞梯和阿布哈茲的法律地位。根據在2007年的一項民意調查，大約80％的阿塞拜疆人信任與俄羅斯的友誼，但2008年與格魯吉亞發生戰爭後，這個數字下降到52％。
另外由於俄羅斯是阿塞拜疆的敵對國家亞美尼亞的軍事盟友，在亞美尼亞境內有若干俄軍基地，而且在俄羅斯境內的亞美尼亞人後裔也遠多於阿塞拜疆裔，因此許多阿塞拜疆人認為俄羅斯會在兩國發生爭執時站在亞美尼亞一方。

## 歷史
阿塞拜疆原是俄羅斯帝國的一部分，並在1920年被蘇聯吞併；1991年蘇聯解體後，由於時任阿塞拜疆總統穆塔利博夫的外交政策，兩國關係日益親近。然而，亞美尼亞佔領霍賈利後，穆塔利博夫被迫辭職；新任總統埃利奇別伊上台後，由於他推行被形容為“反俄”的外交政策，阿塞拜疆與俄羅斯的關係遭到破壞，不過當他離職後，兩國關係隨即回暖。第一次車臣戰爭后俄羅斯出现“高加索恐懼症” ，而很多俄罗斯人无法区分阿塞拜疆人和其他高加索民族，因而一些阿塞拜疆人在俄罗斯被歧视。
2001年，俄羅斯总统普京正式訪問阿塞拜疆，是阿塞拜疆独立以來訪問的俄羅斯最高领导人；双方签署《巴库宣言》和《阿俄关于里海合作原则的共同声明》等文件，又就加强双边合作达成共识，令一度遭到破壞的两国关系明显改善。
2006年，普京再次訪問阿塞拜疆，出席“俄罗斯年”开幕式，又与阿塞拜疆总统伊利哈姆·阿利耶夫举行会谈。“俄罗斯年”是根据两国领导人在2004年达成的协议而举办，而一年前在俄罗斯亦举办了“阿塞拜疆年”。
阿塞拜疆航空8243号班机空难發生後，阿塞拜疆總統批评俄羅斯掩盖真相，并坚称飞机是被俄罗斯击落的。阿塞拜疆總統雖然接受普京就此次空難的道歉，但他要求俄罗斯應該赔偿阿塞拜疆并惩罚涉事人员。
2025年5月9日，阿塞拜疆总统故意缺席莫斯科勝利日閱兵。俄羅斯媒體批評阿塞拜疆總統對俄不忠，而阿塞拜疆媒體則表示俄羅斯歷史上一直忘恩負義，而且也不尊重阿塞拜疆。2025年6月26日，俄罗斯对阿塞拜疆總統的友人提起刑事诉讼。
2025年6月29日，阿塞拜疆文化部決定在全国范围内停辦所有与俄罗斯有关的文化活动。2025年6月30日，阿塞拜疆当局突袭了Sputnik在巴库的分支机构而且逮捕2人，並指控他們是俄羅斯聯邦安全局特工。 2025年7月1日，阿塞拜疆当局又逮捕了另外8名俄罗斯公民。這些人當中有人是在2022年俄羅斯軍事動員後逃到阿塞拜疆的。